# Песін Іван Миколайович
Іван Миколайович Песін (7 січня 1930, Турка, Львівська область — 9 липня 1993) — український математик. Його математичні ідеї втілювалися в наукових пошуках учнів, серед яких два доктори і три кандидати фізико-математичних наук.

## Біографічні відомості
Дитячі роки його минули в родині батька у місті Кременці. У 1947 році після закінчення середньої школи поступив на фізико-математичний факультет Львівського університету. На старших курсах він стає активним учасником семінару, яким керував Л.Волковиський. У 1952 році І.Песін закінчив з відзнакою університет і одержав рекомендацію до вступу в аспірантуру. Його науковим керівником став професор В.Волковиський. За час аспірантури він одержав важливі результати з теорії квазіконформних відображень. Ці результати лягли в основу його кандидатської дисертації «Метрические свойства квазиконформных отрображений», яку він захистив 24 жовтня 1955 року. За час своєї наукової діяльності І.Песін зробив вагомий внесок не тільки в розвиток теорії квазіконформних відображень, а також в теорію функцій дійсної змінної і геометричну топологію.

## Наукова діяльність
Широкий науковий світогляд і нестандартний тип мислення дозволяли йому формулювати нові цікаві задачі і пропонувати підходи до їх вирішення. Песіна приваблювали задачі, які можна було б формулювати, не використовуючи складних математичних понять, але розв'язання яких було б зовсім не очевидним і могло приводити до несподіваних висновків. Наприклад, завдяки блискучій ідеї, його стаття «О длине одного всюду разрывного множества точек», яка мала одну сторінку, була опублікована в журналі «Успехи математических наук» 1955, 10, вип. 3, с. 153.
В науковому доробку І.Песіна є 22 математичні праці, серед них монографія «Развитие понятия интеграла» (М. 1966). Вона була перекладена англійською мовою і витримала два видання у США.
Активну наукову і педагогічну діяльність продовж трьох десятиліть І.Песін проводив в умовах постійної боротьби з невиліковною недугою, яка вразила його, двадцятилітнього юнака, ще в 1951 році.
Песін написав низку рукописних психологічних праць, у яких виклав свої спостереження, поділився роздумами та висновками з багаторічного досвіду життя у складних умовах, що випали на його долю. Рукописні праці І.Песіна зберігаються у фондах Наукової бібліотеки університету.
Помер Іван Миколайович 9 липня 1993 року.